# Invasioni giapponesi della Corea (1592-1598)
Le invasioni giapponesi della Corea (1592-1598), definite in breve come la Guerra Imjin, furono una serie di attacchi portati dal daimyō giapponese Toyotomi Hideyoshi contro la penisola coreana della dinastia Joseon. In una situazione di stallo militare e problemi nei rifornimenti alle truppe giapponesi, esse vennero alla fine ritirate nel 1598, dopo la morte di Hideyoshi, su ordine del consiglio dei cinque reggenti.

## Antefatti
Nel 1388, il generale coreano Yi Seong-gye guidò un colpo di Stato per rovesciare il re U della dinastia Goryeo, stabilendo così la dinastia Joseon. Questa dinastia ricevette il riconoscimento dalla Cina e la integrò nel suo sistema fiscale sotto il precetto noto come "Mandato del cielo", una filosofia con la quale giustificava la legittimità o l'illegittimità di un governo.
Sia il Joseon coreano che la dinastia Ming della Cina condividevano molti aspetti: entrambi emersi durante il XIV secolo con la caduta del governo mongolo, entrambi stabilirono i principi del confucianesimo come ideale di società e governo, oltre a combattere contro simili minacce straniere (come i pirati Jurchen o i pirati wakō giapponesi). Internamente, sia la Cina che la Corea soffrivano di controversie tra le varie fazioni politiche. Questo fattore avrebbe una notevole influenza sulle decisioni prese dal governo coreano prima della guerra e su quelle prese dal governo cinese durante questa. La reciproca dipendenza economica di entrambi i paesi, oltre ad avere nemici in comune, ha portato a un rapporto amichevole e prospero tra di loro.
Intanto, verso la fine del XVI secolo, Toyotomi Hideyoshi, seguendo le orme del suo ex signore, Oda Nobunaga, era riuscito momentaneamente a unificare il Giappone, il che significava un breve periodo di pace. Poiché Hideyoshi non aveva un'ascendenza reale né proveniva da nessuno dei clan giapponesi storici, non gli fu mai concesso il titolo di shōgun; in cambio, ricevette un titolo minore: kanpaku. Per questo cercò di legittimare il suo governo attraverso il potere militare e allo stesso tempo ridurre la dipendenza dall'imperatore del Giappone. Alcune fonti affermano che Hideyoshi avesse pianificato l'invasione della Cina per adempiere alla missione di Nobunaga, nonché per ridurre il rischio di una possibile ribellione interna a causa dell'eccesso di guerrieri e soldati samurai nel Paese. Un'altra delle possibili motivazioni di Hideyoshi era soggiogare gli stati minori vicini (ad esempio Ryūkyū, Luzon, Taiwan e Corea).
Nel 1587, durante il regno di re Seonjo, Hideyoshi inviò Tachibana Yasuhiro in Corea con l'obiettivo di ristabilire le relazioni diplomatiche interrotte dal 1555 a causa di un grande attacco pirata giapponese, sperando di indurre la corte Yi a unirsi al Giappone in una guerra contro la Cina. Yasuhiro non ebbe tuttavia successo. Intorno al 1589, una seconda ambasciata di Hideyoshi guidata da Sō Yoshitoshi (o Yoshitomo) arrivò in Corea ottenendo garanzie di ricevere in cambio dei ribelli coreani che si erano rifugiati in Giappone. Nell'aprile 1590, gli ambasciatori coreani Hwang Yun-gil e Kim Saung-il, tra gli altri, partirono per Kyoto, presentando a Hideyoshi una lettera del re Seonjo. Nella lettera di risposta, Hideyoshi comunicò formalmente la sua intenzione che la Corea si sottomettesse al Giappone e lo sostenesse nella sua guerra contro la Cina.
Al ritorno degli ambasciatori, la corte Yi tenne una serie di discussioni sull'invito giapponese. Mentre Hwang Yun-gil fornì alla Corte i suoi calcoli sull'effettiva forza militare posseduta dal Giappone, Kim Saung-il assicurò che la minaccia di Hideyoshi non era reale. Inoltre, molti ritenevano che il Giappone non fosse abbastanza forte per iniziare una guerra. Sebbene il re Seonjo inizialmente sostenesse che i Ming dovessero essere informati delle intenzioni giapponesi, per evitare sospetti che potessero compromettere il Paese come alleato del Giappone, alla fine decisero di attendere il corso degli eventi. In una terza missione diplomatica, gli inviati di re Seonjo rimproverarono a Hideyoshi di aver violato il sistema fiscale cinese. Hideyoshi rispose con una lettera forte e irrispettosa, che però fu ignorata in Corea perché non era stata consegnata di persona, secondo le loro usanze. Di fronte al secondo rifiuto, Hideyoshi nel 1592 decise di armare le sue truppe per combattere contro la Corea. Quest'ultimo paese, da parte sua, riteneva che il tentativo di invasione di Hideyoshi non sarebbe stato più grave degli attacchi dei pirati che aveva subito in precedenza.

## La controffensiva di Yi Sun-sin

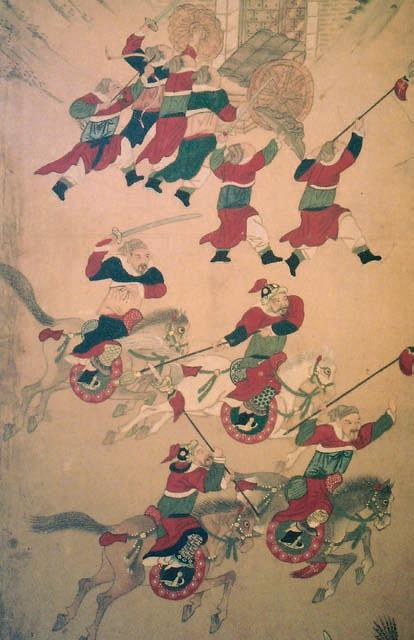
Truppe cinesi durante l'assedio di Pyongyang nel 1593.

La flotta da guerra coreana, creata sotto il Goryeo, era stata sempre modernizzata, e dotata di armi da fuoco pesanti e leggere, razzi, moschetti a più frecce, granate che utilizzavano polvere di alta qualità, permettendo di bombardare e affondare le navi nemiche, invece di speronarle o abbordarle. Era anche dotata di un nuovo tipo di nave da guerra pesante, la panokseon; tuttavia era in inferiorità numerica rispetto a quella giapponese, tra le cui navi da combattimento figurava il tipo atake, dotato di molti moschetti di origine portoghese (teppo), ma che erano pericolosi solo nel combattimento ravvicinato. I giapponesi avevano anche alcune unità molto grandi come il Nihonmaru.
Consapevole di questa inferiorità, l'ammiraglio Yi Sun-sin, nei mesi precedenti l'invasione giapponese, aveva fatto tutto il possibile per rafforzare la flotta, riabilitare le fortificazioni del lungomare, in particolare quelle degli arsenali, migliorare le prestazioni, e sviluppare la corazzata Kobukson (nave testuggine).
L'ammiraglio iniziò attaccando piccole flottiglie giapponesi e affondò più di settanta navi nel solo mese di giugno. Schiacciò parte della flotta giapponese in un'imboscata da parte delle sue navi testuggine nelle isole Sach'on. Nella battaglia di Dangpo, affondò l'atake dell'ammiraglio Kurushima Michiyuki, che fu salvato e decapitato. Durante la battaglia di Hansan, Yi Sun-sin affondò 130 navi giapponesi nella baia di Pusan.
A luglio del 1592, l'imperatore cinese portò il suo aiuto al re coreano con una piccola truppa di cinquemila uomini. Sebbene insufficiente per respingere l'invasione, il suo generale approfittò del successo di Yi Sun-sin, che tagliò le forniture giapponesi, per negoziare la spartizione della Corea, tra un nord sotto la sovranità cinese e un sud in mano giapponese, ma l'offerta fu rifiutata.
Per paura che si ripetessero le invasioni wōkòu degli anni Cinquanta, la Cina chiuse i porti e mantenne tutti i possibili approdi. Nel gennaio 1593 inviò una forza maggiore, guidata da Li Rusong e Song Yingchang, che, con i loro centomila uomini, attaccarono Pyongyang a febbraio insieme alle truppe coreane e respinsero i giapponesi fino a Seul. I negoziati ripresero e il Giappone conservò solo poche fortificazioni nel sud della penisola, intorno a Pusan.

## La tregua
La tregua durò quasi tre anni, consentendo ai soldati giapponesi di stabilirsi in Corea e sposarvi donne coreane. La Cina mantenne quasi 16 000 uomini in Corea. Gli scambi di ambasciate tra Cina e Giappone consentirono a Hideyoshi di essere riconosciuto come re del Giappone e di integrare il sistema del sinocentrismo. Nell'autunno del 1596, a Pusan rimase solo una debole guarnigione giapponese.
Hideyoshi credeva di aver vinto la guerra e si ritrovò in condizioni di pace con lo status di vassallo tributario della Cina. Chiese quindi un risarcimento: matrimonio con una figlia dell'imperatore Wanli, quattro province della Corea e un principe coreano tenuto in ostaggio. Il delegato giapponese Konishi Yukinaga e il delegato cinese Shen Weijing sapevano che le richieste di Hideyoshi non sarebbero state accettate, quindi manipolarono il trattato di pace per porre fine alla guerra il prima possibile, introducendovi una fantomatica resa da parte del Giappone, dicendo che Hideyoshi voleva solo lo status di vassallo tributario della Cina come re del Giappone.
Quando l'ambasciatore cinese visitò Hideyoshi per conferirgli il titolo di re del Giappone, questi si rese conto che il trattato di pace era stato manipolato contro la sua volontà e tutte le negoziazioni furono annullate. Per Hideyoshi non era possibile fermare la guerra dopo aver perso molti soldati e risorse in Corea, e lanciò quindi una nuova offensiva con il pretesto che un principe coreano non fosse arrivato in Giappone come ostaggio.
Intanto, durante le trattative tra Cina e Giappone, Yi Sun-sin cadde in disgrazia e viene retrocesso al rango di soldato semplice.

## Seconda invasione giapponese (1597-1598)

Movimento delle truppe durante la guerra.

Nel giugno 1597 i giapponesi sbarcarono di nuovo in Corea, con una flotta di duecento navi e più di centoquarantamila uomini. La Cina nominò Yan Hao come generale in capo, che riunì 38 000 uomini di diverse province dell'impero, supportati da una flotta di 21 000 uomini.
Sebbene i giapponesi incontrarono immediatamente una forte resistenza, arrivarono a Seoul nell'agosto del 1597, conquistarono Han-san e distrussero quasi completamente la flotta coreana; tuttavia, una manovra di terra sino-coreana ribaltò l'esercito giapponese durante l'inverno, costringendo i giapponesi a ritirarsi. Yi Sun-sin, imprigionato e licenziato dal suo incarico dopo aver rifiutato di attaccare la flotta giapponese a Chilchonryang, venne richiamato e vinse la battaglia di Myeongnyang il 16 settembre 1597 contro una flotta giapponese composta da trecentotrentatré navi.
Nonostante i pesanti combattimenti, i giapponesi mantennero la loro posizione nel sud della penisola. L'invasione non fu abbandonata fino alla morte di Hideyoshi il 18 settembre 1598. Il 19 novembre, Yi Sun-sin vinse una battaglia decisiva a Noryang, venendo ucciso, contro la flotta giapponese che stava evacuando le truppe di terra. L'ammiraglio Shimazu Yoshihiro riportò indietro solo cinquanta navi delle duecentocinquanta che aveva condotto in battaglia.

### Morte di Hideyoshi
Nell'autunno del 1598, in seguito al successo della difesa giapponese nelle battaglie di Sacheon, Ulsan e Suncheon, le forze Ming, Joseon e giapponesi furono bloccate in una situazione di stallo militare nel a sud della penisola. Dopo la morte di Hideyoshi (18 settembre 1598), il Consiglio dei cinque reggenti (五大老?, Go-tairō), da lui nominato per guidare il paese durante la minore età del suo erede Toyotomi Hideyori, ordinò alla fine di ottobre il ritiro di tutte le forze giapponesi dalla Corea. La morte del kampaku fu però tenuta segreta dal Consiglio per preservare il morale dell'esercito ed evitare una rotta.

## Conseguenze
Questo evento fu il primo in Asia in cui furono coinvolti eserciti con numerose truppe dotate di armi moderne. Il grande fardello economico che la guerra impose alla Cina colpì gravemente la sua capacità militare, contribuendo alla caduta della dinastia Ming e all'ascesa della dinastia Qing, che ripristinò il sistema fiscale. Successivamente, questa stessa dinastia riuscì a ristabilire le relazioni commerciali tra il Giappone e la Corea. Dopo la morte di Hideyoshi, suo figlio Hideyori divenne il capo del clan Toyotomi. Il conflitto con la Corea indebolì notevolmente il potere e il prestigio del clan nel giro di pochi mesi, facendo sì che il Giappone si dividesse nuovamente in due campi. Tokugawa Ieyasu, dopo aver vinto la battaglia di Sekigahara, prese il potere e nel 1603 fu nominato shogun.

### Perdite e guadagni
La Corea subì i maggiori danni tra i tre paesi coinvolti. La terra coltivabile diminuì del 66% rispetto a quanto aveva prima del conflitto, deteriorando gravemente la sua economia. Il Paese subì anche la perdita di importanti archivi storici, manufatti scientifici e culturali (come la clessidra ad acqua Ja-gyuk-roo). L'emigrazione di artigiani, inoltre, segnò il declino del progresso della scienza. Durante questo periodo, i palazzi principali Gyeongbokgung, Changdeokgung e Changgyeonggung furono bruciati, quindi fu temporaneamente utilizzato il palazzo Deoksugung.
Il totale delle perdite civili e militari è stato stimato nel XIX secolo dallo storico Geo H. Jones in un milione di vite umane. Inoltre, si stima che durante la guerra furono portati in Giappone tra i 50 000 e i 60 000 cittadini coreani, e solo circa 7 500 tornarono nella loro terra attraverso negoziati diplomatici. Un gran numero di prigionieri furono venduti a commercianti europei, principalmente portoghesi, che li rivendevano nell'Asia meridionale.

### Crudeltà e crimini contro la popolazione civile

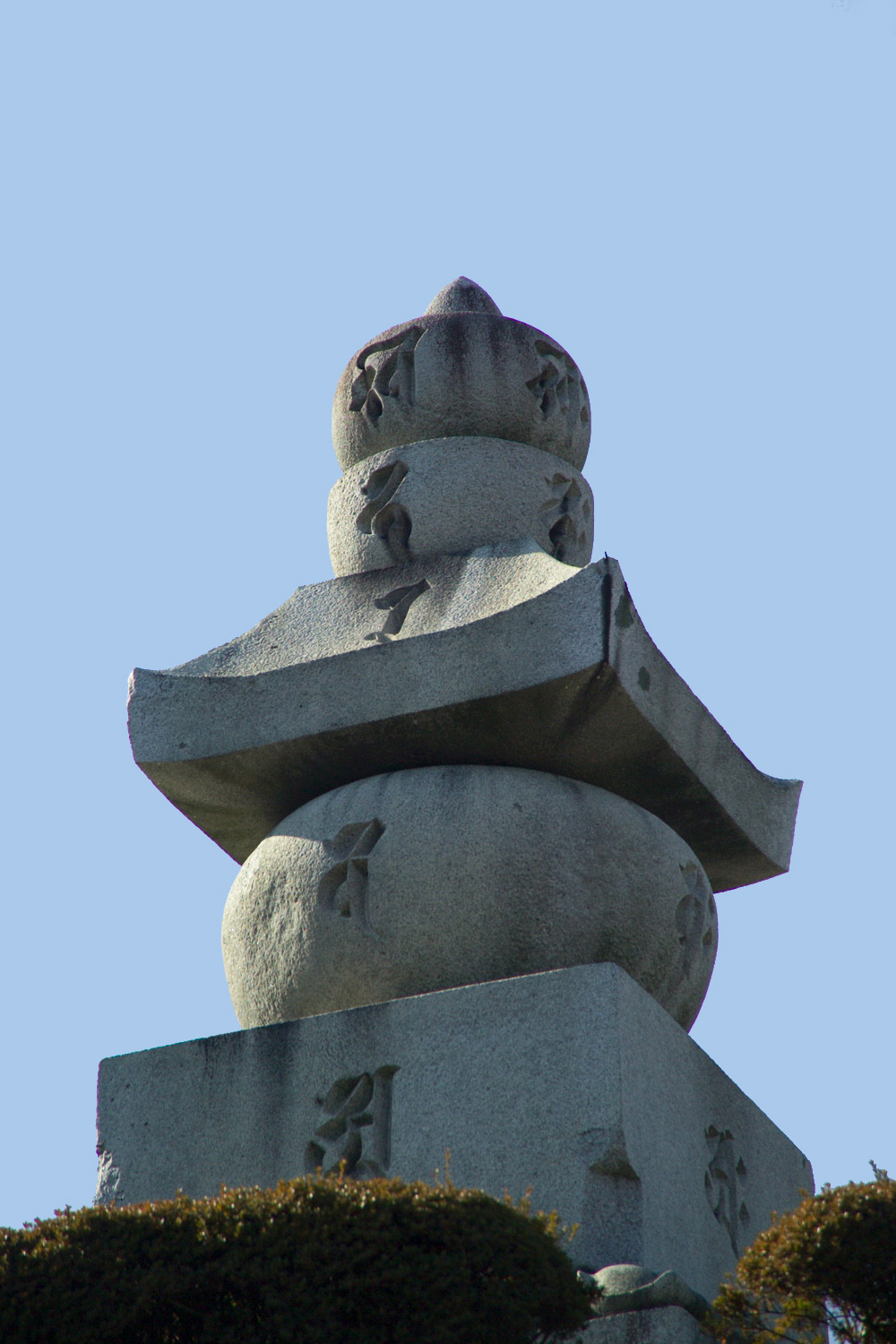
Mimizuka.

Secondo i resoconti di storici contemporanei, durante la guerra, le truppe giapponesi commisero gravi crimini contro la popolazione civile e uccisero anche animali da fattoria. I giapponesi avevano l'antica tradizione di tagliare le teste dei rivali caduti, ma per ragioni logistiche questa pratica fu modificata nel tagliare solo il naso. Questi venivano ricoperti di sale e spediti in botti di legno, che sono state sepolte in un tumulo vicino al Grande Buddha di Hideyoshi e sono note come Mimizuka (耳塚?) o "Tumulo delle orecchie".
Anche l'esercito cinese commise una serie di atrocità paragonabili a quelle dei giapponesi, attaccando l'esercito coreano e la popolazione civile. Alla fine della guerra, la competizione tra i due eserciti in difesa sfociò in un massacro di civili a Namhae, su ordine del generale Chen Lin, che accusava gli abitanti del villaggio di collaborare con l'esercito nemico. Lo scopo di ciò era aumentare la quota di nemici uccisi. Inoltre, vari banditi e rapinatori coreani approfittarono della situazione durante la guerra per saccheggiare e derubare i loro concittadini.

### Rilevanza storica
L'invasione giapponese della Corea ha lasciato significative eredità in tutti e tre i paesi coinvolti. Nel contesto dell'imperialismo giapponese, questi conflitti anticipano l'ascesa del Sol Levante a potenza globale. L'occupazione parziale della Corea sviluppò il concetto giapponese che la Corea appartenesse alla sfera di influenza del Giappone e i leader giapponesi della fine del XIX e dell'inizio del XX secolo usarono le invasioni del 1592-1597 per rafforzare la giustificazione dell'annessione della Corea nel XX secolo. I successi di Yi Sun Sin nella guerra hanno ispirato anche gli ufficiali della marina giapponese durante il XIX e XX secolo, con molti di loro che hanno citato l'importanza di studiare le sue tattiche di battaglia per rafforzare ulteriormente la loro marina.
In Cina, questa guerra fu strumentalizzata politicamente per ispirare la resistenza nazionalistica contro l'imperialismo giapponese durante il XX secolo. Nel mondo accademico cinese, gli storici elencano la guerra come una delle "Tre grandi campagne punitive" dell'imperatore Wanli. Gli storici cinesi contemporanei usano spesso le campagne come esempio dell'amicizia condivisa da Cina e Corea.
In Corea, questa guerra è un fondamento storico del nazionalismo coreano e, come in Cina, è stata ispirata e politicamente utilizzata per istigare la resistenza nazionalistica contro l'imperialismo giapponese durante il XX secolo. La Corea ha ottenuto diversi eroi nazionali durante il conflitto, tra cui Yi Sun-sin e Chen Lin (fondatore del clan Gwangdong Jin). Il moderno sentimento antigiapponese in Corea può essere fatto risalire alle invasioni giapponesi del XVI secolo, sebbene la causa principale sia radicata in eventi più recenti, in particolare le difficoltà subite dai coreani durante l'occupazione giapponese della Corea (1910-1945).

## Nella cultura di massa
- Nel 2014 è uscito il film sud-coreano diretto da Kim Han-min intitolato L'impero e la gloria - Roaring Currents e dedicato alla battaglia di Myeongnyang.
- Nel 2022 è uscito il film sud-coreano diretto da Kim Han-min intitolato La battaglia di Hansan. È il secondo film della trilogia del regista coreano, dedicato all'ammiraglio Yi Sun-sin.
- Nel 2023 è uscito il film sud-coreano diretto da Kim Han-min intitolato Noryang: La battaglia finale e dedicato alla battaglia di Noryang. È il terzo e ultimo film della trilogia del regista coreano, dedicato all'ammiraglio Yi Sun-sin.

### Fonti primarie
- Sohn Pow-key e Sun-sin Yi, Nanjung Ilgi: War Diary of Admiral Yi Sun-sin, traduzione di Tae-hung, Ha, Seul, Yonsei University Press, 1977, ISBN 89-7141-018-3.

### Fonti secondarie
- (EN) Yasunori Arano, The Formation of a Japanocentric World Order, in International Journal of Asian Studies, vol. 2, n. 2, 2005.
- (KO) Pyun-soon Jang, 5: 고려시대 [Dinastia Goryeo], in Park Doo-ui, Bae Keum-ram, Yi Sang-mi, Kim Ho-hyun e Kim Pyung-sook et al., 눈으로 보는 한국역사 [La storia coreana vista con gli occhi], Seul, Joog-ang Gyo-yook-yaun-goo-won, 1998.
- (EN) Geo H. Jones, The Japanese Invasion of Korea - 1592, in The China Review, or notes & queries on the Far East, vol. 23, n. 4-5, China Mail Office, 1889,  pp. 215–219, 239–254.
- (EN) Yung-sik Kim, Problems and Possibilities in the Study of the History of Korean Science, in Osiris, 2nd Series, 13: Beyond Joseph Needham: Science, Technology, and Medicine in East and Southeast Asia, University of Chicago Press, 1998,  pp. 48-79.
- (EN) Edward D. Rockstein, Strategic And Operational Aspects of Japan's Invasions of Korea 1592-1598, Newport, Naval War College, 1993.
- (EN) Giuliana Stramigioli, Hideyoshi's Expansionist Policy on the Asiatic Mainland, in Transactions of the Asiatic Society of Japan, vol. 3, dicembre 1954,  pp. 74-116.
- (EN) Barry Strauss, Korea's Legendary General, in MHQ: The Quarterly Journal of Military History, vol. 17, n. 4, estate 2005,  pp. 52-61.
- (EN) Kenneth M. Swope, Beyond Turtleboats: Siege Accounts from Hideyoshi's Second Invasion of Korea, 1597-1598, in Sungkyun Journal of East Asian Studies, vol. 6, Academy of East Asian Studies, 2006,  pp. 177-206.
- (EN) Kenneth M. Swope, Crouching Tigers, Secret Weapons: Military Technology Employed During the Sino-Japanese-Korean War, 1592-1598, in The Journal of Military History, Society for Military History, gennaio 2005,  pp. 11-42.
- (EN) Kenneth M. Swope, Deceit, Disguise, and Dependence: China, Japan, and the Future of the Tributary System, 1592-1596, XXIV, The International History Review, dicembre 2002,  pp. 757-1008.
- (EN) Stephen Turnbull, Samurai Invasion: Japan's Korean War 1592–98, Londra, Cassell & Co., 2002, ISBN 0-304-35948-3.
- (EN) Stephen Turnbull, The Samurai Sourcebook, Londra, Cassell & Co., 1998, ISBN 1-85409-523-4.